# 실체
실체(實體)는 언제나 있으며 없어지지 않는 것을 말한다. 변전(變轉)하는 것의 근저(根底)에서 변함이 없는 것으로 본체(本體)라고도 한다.
생각하는 것, 표현하는 것은 가능하나 보거나 만질 수는 없는 것이다. 이를 본질적으로 문제삼은 사람은 아리스토텔레스이다. 그는 "실체(實體)는 주어(主語)가 되며 술어(述語)는 되지 않는다"고 했다.
그리스어로 우시아(ousia)이며 구체적으로 어떤 개체를 가리켰다. 데카르트는 그 자신에 의하여 그것을 위해 다른 것이 필요하지 않은 것을 실체라고 말했다.

## 같이 보기
- 화학사
- 유물론